# Narodna knjižnica Češke republike
Narodna knjižnica Češke republike (češko Národní knihovna České republiky, kratica NK ČR) je osrednja češka knjižnica, ki deluje pod okriljem Ministrstva za kulturo Češke republike in domuje v zgodovinskem poslopju Klementinum v starem jedru Prage (za Praškim gradom je Klementinum drug največji stavbni kompleks v Pragi) polovico zbirke pa zaradi prostorske stiske hranijo v pomožnih objektih v praškem predelu Hostivař. Kot narodna knjižnica prejema obvezne izvode publikacij od vseh založnikov na Češkem, izdaja nacionalno bibliografijo in je glavno bibliotekarsko informacijsko središče ter je s približno 7 milijoni enot (2014), h katerim letno dodajo 100.000 novih, največja knjižnica v državi. Poleg tega služi kot glavna univerzitetna knjižnica Karlove univerze v Pragi.

## Zgodovina
Knjižnica je nastala leta 1777 z združitvijo petih starejših zbirk:
- karolinške knjižnice Karlove univerze
- knjižnice kolegija sv. Klementa
- nove karolinške knjižnice
- raznih akademskih zbirk Jezuitov
- zasebnih knjižnic grofov Kinský

Zametki nekaterih od teh zbirk segajo v sredino 14. stoletja. Kolegij sv. Klementa je sprva nastal kot poskus Jezuitov, da omejijo utrakvistični vpliv univerze. Zgradili so Klementinum, kjer so se posvečali izobraževanju in vzpostavili novo knjižnico, do leta 1618, ko so bili izgnani iz Prage. Po vrnitvi so prevzeli tudi nadzor nad univerzo in združili obe zbirki. Leta 1638 jim je cesar Ferdinand III. z odlokom omejil dejavnost na kolegij sv. Klementa, a so obdržali nadzor nad združeno knjižnico. Zato je univerza, predvsem za potrebe pravne in medicinske fakultete, vzpostavila novo. Leta 1773 je papež Klemen XIV. razpustil Jezuite in zaplenil zbirke. Na pobudo Františka Josefa Kinskýja je Marija Terezija štiri leta kasneje združila omenjene zbirke v enotno knjižnico pod imenom Imperialna in kraljeva univerzitetna knjižnica, h kateri so grofje Kinský prispevali še svoje zasebne zbirke, kar štejemo za ustanovno letnico sedanje.
Veliko zaslug za razvoj ima en od prvih ravnateljev, Karel Rafael Ungar, ki je reorganiziral knjižnico in začel sistematično zbirati knjižno produkcijo čeških dežel. Do leta 1801 je zbirka vsebovala že skoraj 150.000 enot gradiva, a se je pod njegovimi nasledniki kasneje bistveno zmanjšala, saj so odstopili številne dragocene knjige in druge dokumente zbirkam na Dunaju, težave pa so bile tudi s financami. Po drugi strani je napredovala katalogizacija. V revolucionarnem letu 1848 je postal ravnatelj znani slovaški jezikoslovec in zgodovinar Josef Pavol Šafárik (češko Pavel Josef Šafařík), ki je bil aktiven predvsem kot zagovornik narodne identitete pod avstrijsko oblastjo, kar je vključevalo tudi prizadevanja za knjižnico. Pod njim in tudi njegovimi nasledniki je ustanova vztrajno rastla in pridobila tudi nekoliko stabilnejše financiranje. Leta 1887 je bila preimenovana v Praško cesarsko-kraljevo javno in univerzitetno knjižnico, po 1918 pa v Javno in univerzitetno knjižnico. Razen kratkotrajnega težavnejšega obdobja med prvo svetovno vojno se je zbirka do izbruha druge svetovne vojne stalno povečevala z odkupi in večjimi donacijami ter leta 1938 presegla milijon enot. Že leta 1935 je bila prepoznana vloga knjižnice, ki je bila takrat preimenovana v Narodno in univerzitetno knjižnico in še istega leta je vlada od praške nadškofije odkupila Klementinum ter ga prenovila.
Med drugo svetovno vojno je bila knjižnica degradirana na raven občinske in univerzitetne knjižnice ter dostopna samo z dovolilnicami okupatorja, izognila pa se je škodi, tudi po zaslugi študentov, ki so z barikadami preprečili ropanje ob nacističnem umiku. Ko so prevzeli oblast komunisti, so jo vključili v enotno strukturo državnih knjižnic. Kljub povečevanju zbirke in skromnim začetkom digitalne obdelave gradiva so materialni in prostorski pogoji stagnirali, zato so začeli knjige shranjevati na drugih, manj primernih lokacijah. Po žametni revoluciji se je začelo stanje izboljševati, tudi s pomočjo raznih domačih in tujih dobrodelnih skladov. V času skupne države je bila knjižnica načelno odgovorna tudi za zbiranje slovaške knjižne produkcije, vendar je to vlogo de facto opravljala Slovaška matica (Matica slovenská), katere zbirka je bila (po razdružitvi Češkoslovaške) leta 2000 preoblikovana v Slovaško narodno knjižnico.

## Knjižnica danes
Po podatkih za leto 2014 ima knjižnica v svojih zbirkah 6.919.075 enot gradiva, od tega približno:
- 14.000 starih rokopisov,[6]
- 4200 inkunabul,[6]
- 200.000 starih knjig, izdanih v času med 16. in 19. stoletjem.[6]

Med pomembnejšimi zgodovinskimi zapisi v zbirki je bogato ilustriran Višegrajski kodeks iz poznega 11. stoletja. Ustanova ima dejaven program konservacije in digitalizacije starih zapisov, za kar je leta 2005 prejela Unescovo priznanje »spomin sveta«.
Še vedno se sooča s hudo prostorsko stisko, zaradi česar je velik del zbirke shranjen v oddaljenem skladišču. Češka vlada je izdala razpis za novo zgradbo, na katerem je zmagal arhitekt Jan Kaplický s futurističnim načrtom za postavitev v praškem predelu Letná. Lokaciji so mnogi nasprotovali, Evropska komisija pa je izdala stališče, da je bil razpis v nasprotju z evropsko zakonodajo. Takratni ravnatelj Vlastimil Ježek se načrtu ni hotel odpovedati, zato ga je minister za kulturo leta 2008 odstavil in ustavil projekt.